# Planodema similis
Planodema similis är en skalbaggsart som beskrevs av Stefan von Breuning 1958. Planodema similis ingår i släktet Planodema och familjen långhorningar. Inga underarter finns listade i Catalogue of Life.